# Terebinto di Nerone
Il Terebinto di Nerone (in latino Terebinthus Neronis; chiamato anche Tiburtinum Neronis o Obeliscus Neronis in latino) era un mausoleo costruito nell'antica Roma, importante per ragioni storiche, religiose e architettoniche. La sua esistenza è attestata sino al XIV secolo.

## Ubicazione
Il mausoleo era situato nell'odierno rione Borgo di Roma, tra l'antica Basilica di San Pietro in Vaticano e il Mausoleo di Adriano. Le sue fondamenta sono state scoperte sotto il primo isolato settentrionale di via della Conciliazione, che ora comprende l'Auditorium della Conciliazione e Palazzo Pio.

## Storia
Il Terebinthus Neronis era un sepolcro monumentale eretto in epoca romana sulla riva destra del Tevere, vicino all'intersezione di due strade romane, la Via Cornelia e la Via Triumphalis, in un'area al di fuori del pomerium (il confine sacro intorno a Roma); questa zona, chiamata Ager Vaticanus, ospitò in quel periodo numerose aree cimiteriali come la vicina necropoli vaticana e, per la sua vicinanza al Campus Martius, rappresentava un'area ideale per costruire le tombe monumentali dei membri dell'alta classe romana. Esso si trovava accanto a un altro grande mausoleo, la cosiddetta Meta Romuli, una piramide che fu demolita nel 1499 da papa Alessandro VI (1492-1503 ca.). Si suppone che il Terebinthus Neronis avesse una pianta circolare e la forma di una gigantesca tomba a tumulo. Mentre entrambi i monumenti sopravvissero ai grandi cambiamenti dovuti alla costruzione dell'antica Basilica di San Pietro, il primo venne distrutto già durante il Medioevo, mentre il secondo è sopravvissuto fino al Rinascimento diventando un elemento importante della topografia di Roma.
La prima menzione del Terebinto (c. 1144) è di Benedictus Canonicus Sancti Petri, che lo chiama "obeliscus Neronis" e dei Mirabilia Urbis Romae (una guida della città del XII secolo) dove è descritto come un monumento a pianta circolare composto da due cilindri sovrapposti (come Castel Sant'Angelo) rivestito di lastre di marmo e viene chiamato Tiburtinum Neronis; il nome Tiburtinum deriva dal materiale della sua rivestimento, il travertino (lapis tiburtinus, nome che deriva da Tibur, il nome latino della città di Tivoli), mentre il genitivo "Neronis" ("di Nerone" in latino) è tipico di molti toponimi e nomi di monumenti dell'area vaticana (come prata Neronis, pons Neronis, mons Neronis, ecc.).
Il nome Terebinthus deriva da un passaggio nella Naturalis Historia di Plinio il Vecchio che scrive che in un luogo dell'Ager Vaticanus cresceva un grande terebinto (un albero appartenente alla famiglia delle Anacardiaceae). Secondo la tradizione religiosa San Pietro venne sepolto sotto un terebinto, il quale potrebbe essere stato quello descritto da Plinio, e per l'assonanza tra le due parole terebinthus e tiburtinum Pietro Mallio, canonico di San Pietro, intorno al 1180 chiamò il monumento Terebinthus, spostando con ciò il luogo della crocifissione di San Pietro all'inizio dell'attuale via della Conciliazione.
L'identificazione tra albero e monumento implicava che il sito del martirio di San Pietro fosse posto tra il Terebinthus e la Meta Romuli, o tra quest'ultimo e l'obelisco del Circo di Nerone (e in alcune descrizioni medievali il monumento stesso è chiamato "obelisco di Nerone"), o nel punto intermedio tra le due piramidi (ad Terebinthum inter duas metas ... in Vaticano) e di conseguenza il terebinto (sia come monumento che come albero) fu per lungo tempo un soggetto popolare nelle raffigurazioni del martirio di San Pietro e nelle rappresentazioni della città nel Medioevo.
Alcuni esempi sono il polittico Stefaneschi di Giotto; un polittico di Jacopo di Cione; una formella delle porta di bronzo del Filarete nella vecchia basilica di San Pietro; e gli affreschi sulle volte della Basilica di San Francesco ad Assisi di Cimabue. Secondo i Mirabilia anche il terebinto, come la vicina Meta Romuli, perse molto presto il suo rivestimento lapideo, usato per pavimentare il quadriportico e la scalinata della basilica di San Pietro; nella descrizione del monumento l'anonimo scrittore usa il tempo passato, sottintendendo che al suo tempo (XII secolo) il monumento era già parzialmente distrutto. Il terebinto sopravvisse fino al XIV secolo.

## Descrizione

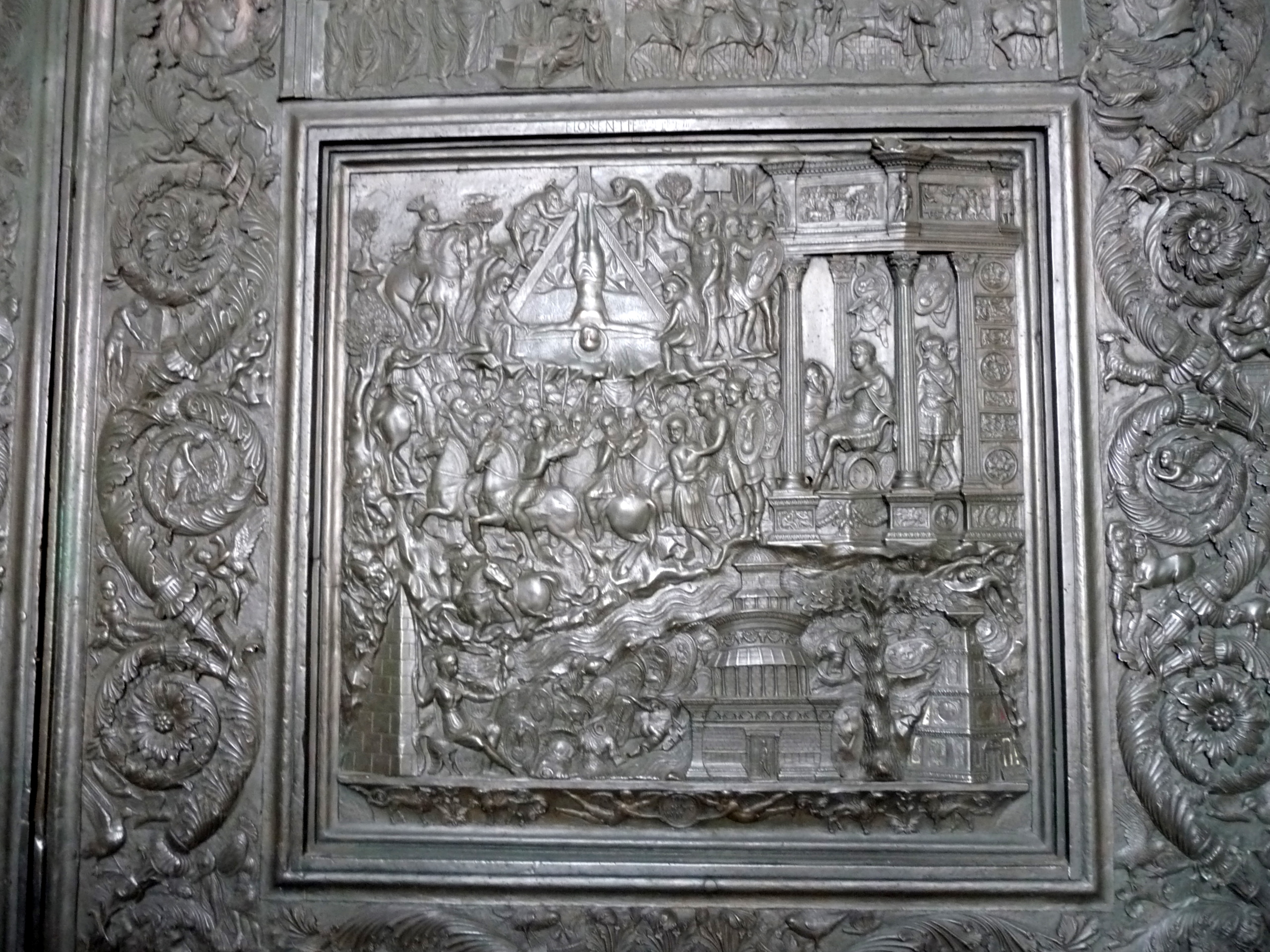
L'albero di terebinto (in basso a destra) fra Castel Sant'Angelo e la Meta Romuli (con la Piramide cestia in basso a sinistra) in una formella della porta di bronzo del Filarete a San Pietro

Le fonti medievali descrivono il terebinthus come una struttura molto alta (paragonabile al Castrum Crescentii, cioè Castel Sant'Angelo), con una pianta circolare e due elementi (come un castrum). Sfortunatamente, a causa del carattere antiquario e della vaghezza delle loro descrizioni, tutte le raffigurazioni del monumento (di Giotto, Cimabue, ecc.) hanno ben poco in comune con il suo aspetto reale. Sulla base delle descrizioni medievali, è stato ipotizzato che il terebinthus fosse una tomba a tumulo, come la cosiddetta tomba dei Curiazi all'inizio del sesto miglio della Via Appia; In questo caso, il monumento circolare sarebbe stato composto da un grande basamento rivestito di lastre di travertino; sopra di esso, ci sarebbe stato un tumulo di terra sormontato da un cilindro in muratura. Sulla cima di esso, avrebbe torreggiato la statua del defunto o un cippo commemorativo.
Nel 1948-49, durante i lavori per la costruzione del primo isolato del lato nord di Via della Conciliazione, vennero alla luce diversi blocchi di pietra semicircolari incisi da una scanalatura profonda 8 cm accompagnata da incassi simmetrici a doppia coda di rondine. I blocchi, originariamente attribuiti al drenaggio alla base del monumento, secondo una nuova ipotesi potrebbero appartenere alla copertura del basamento; in quest'ultimo caso, la scanalatura con incassi a coda di rondine deve essere interpretata come la base di una balaustra. A seconda dell'ipotesi, il terebinto avrebbe avuto un diametro di 20 m (nel primo caso) o di 22 m (nel secondo caso). La posizione del terebinto risultante dagli scavi del 1948-49, a nord-ovest della Meta Romuli, è in contraddizione con quella data da tutte le descrizioni medioevali, secondo le quali il monumento si trovava a nord-est della piramide.